# Hrvatsko-slovenska liga 1939-1940
La Hrvatsko-slovenska liga 1939./40. (in lingua italiana Lega croato-slovena 1939-40), fu la prima ed unica edizione di un torneo misto fra squadre croate e slovene nel ventennio di vita del Regno di Jugoslavia.

## Avvenimenti
Poco prima dell'inizio della seconda guerra mondiale (cui la Jugoslavia ancora non partecipa), le squadre slovene e croate lasciano la federcalcio jugoslava per confluire nella federcalcio croata per protesta contro la presunta supremazia accentratrice dei Serbi.
Il 13 maggio 1939 venne costituita la Hrvatska športska sloga ("Unità sportiva croata"), un organismo sportivo per rendere lo sport croato indipendente e separarlo dalla federazione jugoslava.

Nella sessione del 15 giugno, venne decisa la formazione di una lega di nove club croati: Građanski, HAŠK, Concordia, Hajduk, Radnički Sport Klub Split, Slavija Osijek, SAŠK, Bačka Subotica, più la vincente di uno spareggio (programmato per il 13 agosto) fra Slavija Varaždin (ultimo nel Državno prvenstvo 1938-1939) e Bjelovar (vincitore del campionato provinciale della sottofederazione di Zagabria).

Venne anche invitata una squadra slovena, lo SK Lubiana, così da creare un campionato misto croato-sloveno.

SAŠK e JAD Bačka, pur esterne alla Banovina di Croazia, erano le rappresentanti delle comunità croate rispettivamente di Sarajevo e Subotica. Anche nella Srpska liga 1939-1940 vi erano due squadre di queste città: Slavija e ŽAK Subotica, espressioni però della comunità serba. Della comunità serba faceva parte anche il Bata Borovo, geograficamente parte della Banovina di Croazia.
Le prime tre classificate accedevano al Državno prvenstvo 1939-1940, il campionato nazionale.

### Spareggio ammissione
| Squadra 1        | Totale | Squadra 2 | Andata     | Ritorno    |
| ---------------- | ------ | --------- | ---------- | ---------- |
|                  |        |           | 13.08.1939 | 20.08.1939 |
| Slavija Varaždin | 8–3    | Bjelovar  | 5–1        | 3–2        |

## Squadre partecipanti
| Squadra             | Sede     | Stagione 1938-39 | Stagione 1938-39   |
| Squadra             | Sede     | Pos.             | Divisione          |
| ------------------- | -------- | ---------------- | ------------------ |
| 1.HŠK Građanski     | Zagabria | 2º               | Državno prvenstvo  |
| HŠK Hajduk          | Spalato  | 4º               | Državno prvenstvo  |
| HAŠK                | Zagabria | 5º               | Državno prvenstvo  |
| SK Ljubljana        | Lubiana  | 9º               | Državno prvenstvo  |
| ŠK Slavija Varaždin | Varaždin | 12º              | Državno prvenstvo  |
| HŠK Concordia       | Zagabria | 1º               | 1. razred Zagreb   |
| ŠK Slavija Osijek   | Osijek   | 2º               | 1. razred Osijek   |
| HAD Bačka           | Subotica | 2º               | 1. razred Subotica |
| SAŠK                | Sarajevo | 1º               | 1. razred Sarajevo |
| RSK Split           | Spalato  | 1º               | 1. razred Split    |

## Classifica
|  | Pos. | Squadra            | Pt | G  | V  | N | P  | GF | GS | QR     |
|  | ---- | ------------------ | -- | -- | -- | - | -- | -- | -- | ------ |
|  | 1.   | Građanski Zagabria | 33 | 18 | 16 | 1 | 1  | 91 | 6  | 15,166 |
|  | 2.   | HAŠK Zagabria      | 24 | 18 | 11 | 2 | 5  | 39 | 39 | 1,000  |
|  | 3.   | Hajduk Spalato     | 22 | 18 | 10 | 2 | 6  | 47 | 29 | 1,620  |
|  | 4.   | Concordia Zagabria | 19 | 18 | 9  | 1 | 8  | 41 | 38 | 1,078  |
|  | 5.   | SAŠK               | 18 | 18 | 8  | 2 | 8  | 30 | 40 | 0,750  |
|  | 6.   | Slavija Osijek     | 16 | 18 | 6  | 4 | 8  | 33 | 43 | 0,767  |
|  | 7.   | RNK Spalato        | 15 | 18 | 6  | 3 | 9  | 25 | 41 | 0,609  |
|  | 8.   | Slavija Varaždin   | 12 | 18 | 5  | 2 | 11 | 27 | 40 | 0,675  |
|  | 9.   | Bačka Subotica     | 12 | 18 | 5  | 2 | 11 | 23 | 48 | 0,479  |
|  | 10.  | SK Lubiana         | 9  | 18 | 3  | 3 | 12 | 31 | 66 | 0,469  |

Legenda:
      Ammessa al Državno prvenstvo 1939-1940.
  Partecipa agli spareggi.
      Retrocessa nei campionati sottofederali.
Note:
Due punti a vittoria, uno a pareggio, zero a sconfitta.
Inizialmente, SK Lubiana e Bačka Subotica furono retrocesse dal campionato (rispettivamente nelle sottofederazioni di Lubiana e Osijek), mentre lo Slavija Varaždin dovette giocare uno spareggio contro lo Željezničar Zagabria (vincitore degli spareggi fra i campioni delle sottofederazioni). Lo Željezničar Zagabria ha vinto lo spareggio ed è stato promosso, causando la retrocessione dello Slavija. Successivamente il numero dei membri del campionato fu aumentato (dalle 8 previste a 10), così Slavija Varaždin e Bačka Subotica mantennero il loro posto nella lega, mentre il SK Lubiana passò nel campionato sloveno 1940-41.

## Risultati
|                       | Gra  | HAŠ  | Haj  | Con  | SAŠ  | Osi  | Spa  | Var  | Bač  | Lub  |
| --------------------- | ---- | ---- | ---- | ---- | ---- | ---- | ---- | ---- | ---- | ---- |
| Građanski Zagabria    | –––– | 9-0  | 6-0  | 7-1  | 3-1  | 8-1  | 5-0  | 5-0  | 5-0  | 5-0  |
| HAŠK Zagabria         | 0-7  | –––– | -    | -    | -    | -    | -    | -    | -    | -    |
| Hajduk Spalato        | 1-0  | -    | –––– | -    | -    | -    | -    | -    | -    | -    |
| Concordia Zagabria    | 0-3  | -    | -    | –––– | -    | -    | -    | -    | -    | -    |
| SAŠK                  | 0-5  | -    | -    | -    | –––– | -    | -    | -    | -    | -    |
| Slavija Osijek        | 0-6  | -    | -    | -    | -    | –––– | -    | -    | -    | -    |
| RNK Spalato           | 0-0  | -    | -    | -    | -    | -    | –––– | -    | -    | -    |
| Slavija Varaždin      | 1-6  | -    | -    | -    | -    | -    | -    | –––– | -    | -    |
| Bačka Subotica        | 0-6  | -    | -    | -    | -    | -    | -    | -    | –––– | -    |
| SK Lubiana            | 1-5  | -    | -    | -    | -    | -    | -    | -    | -    | –––– |
| Fonte: povijestdinama |      |      |      |      |      |      |      |      |      |      |